# Малкога сірочерева

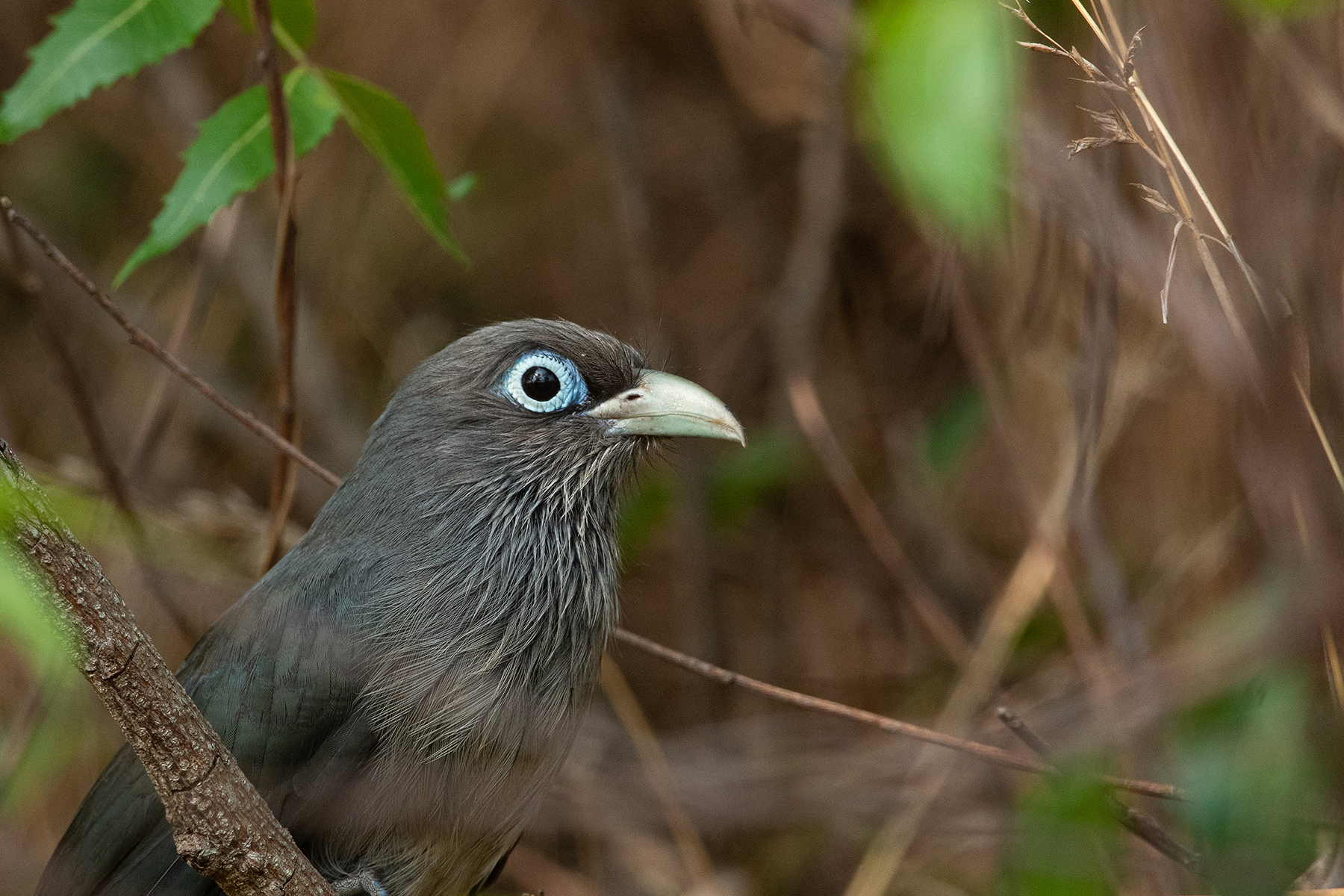
Сірочерева малкога

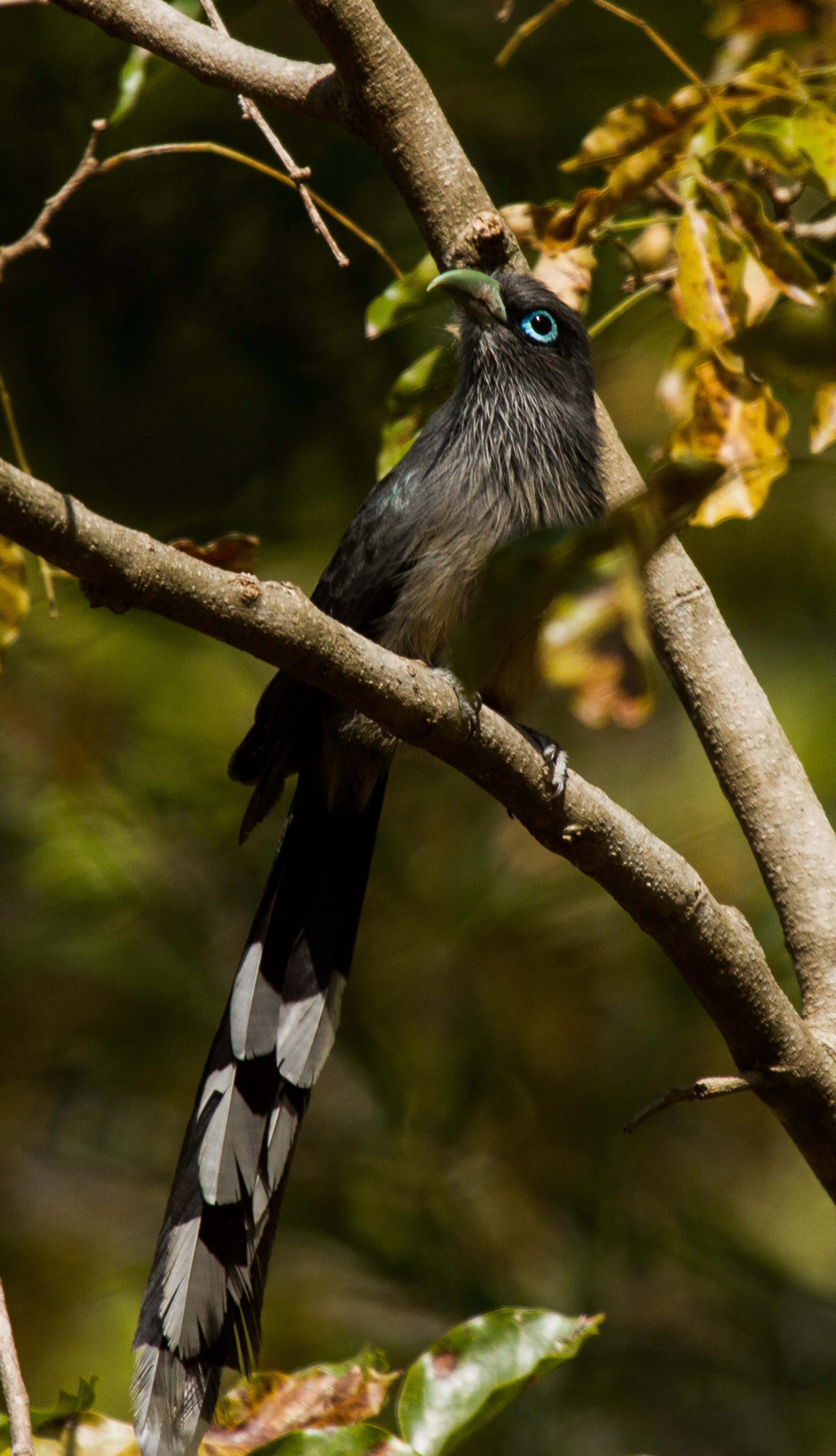
Сірочерева малкога

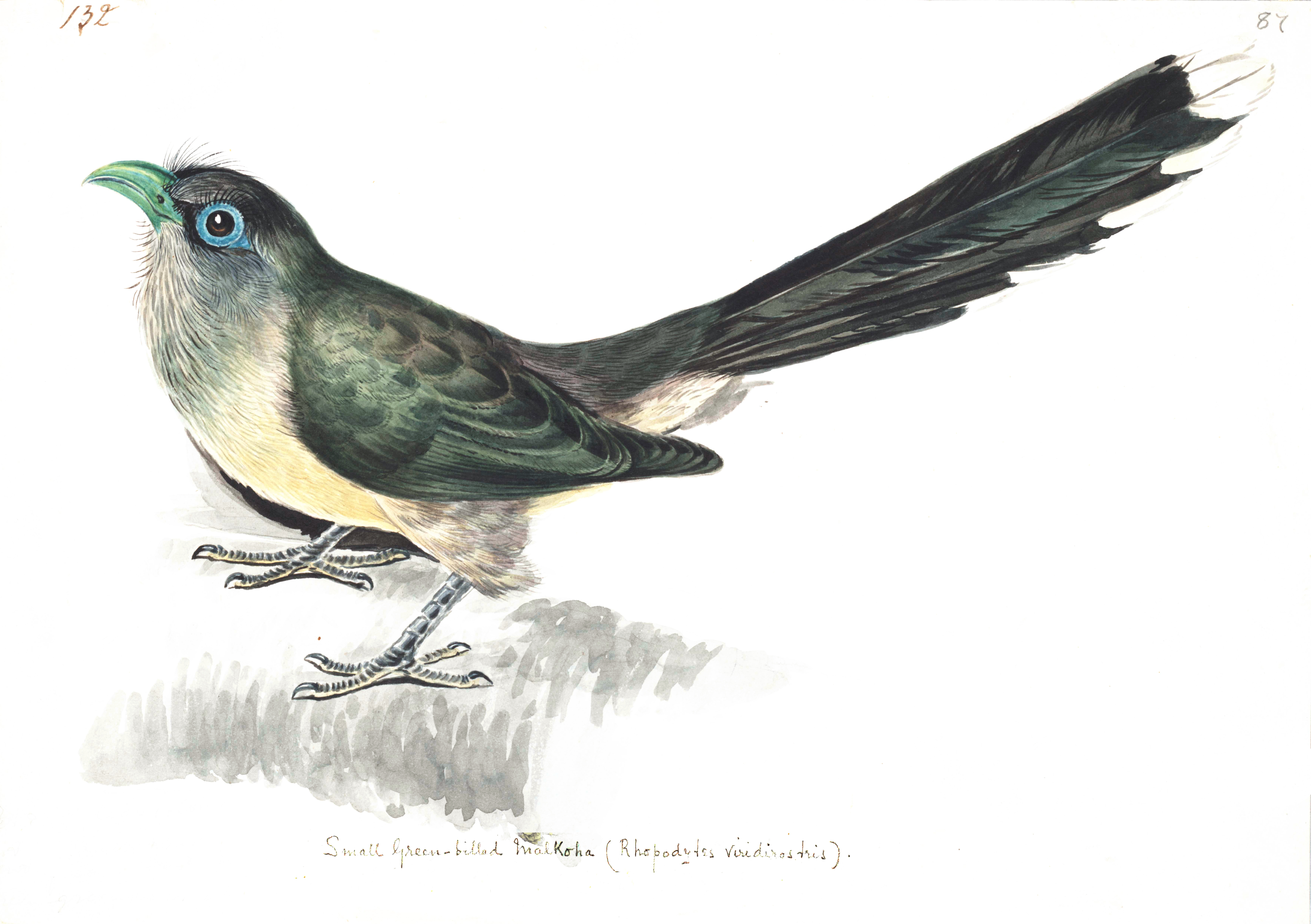
Сірочерева малкога

Малко́га сірочерева (Phaenicophaeus viridirostris) — вид зозулеподібних птахів родини зозулевих (Cuculidae). Мешкає в Індії і на Шрі-Ланці.

## Опис
Довжина птаха становить 39 см, вага 77 г. Голова і спина темно-сірі з тьмяно-зеленим або синьо-зеленим відблиском, крила синьо-зелені, блискучі. Хвіст довгий, східчастий, стернові пера мають широкі білі кінчики, помітні на нижній стороні хвоста. Нижня частина тіла блідо-охриста або сіра. Пера на підборідді і горлі роздвоєні, гострі, дещо жовтуваті, щро надає горлу колючого і смугастого вигляду. Навколо очей плями голої синьої шкіри, дзьоб великий, світло-жовто-зелений. Виду не притаманний статевий диморфізм. У молодих птахів верхня частина тіла більш тьмяна, крила більш коричневі.

## Поширення і екологія
Сірочереві малкоги мешкають на півдні півострова Індостан (на південь від Гоа і Одіши), локально на заході Індії, в штатах Гуджарат і Махараштра, а також на острові Шрі-Ланка, переважно в рівнинних районах. Вони живуть в сухих тропічних лісах і в чагарникових заростях, на висоті до 1000 м над рівнем моря. Живляться гусінню, кониками, богомолами, цикадами, жуками, а також дрібними ящірками і плодами. Не практикують гніздовий паразитизм. Розмножуються протягом всього року, переважно з березня по травень. Гніздо чашоподібне, встелюється зеленим листям, розміщується на дереві або в чагарниках, на висоті 1-2 м над рівнем моря. В кладці 2 білих яйця.